# Mackenzie Glacier
Mackenzie Glacier är en glaciär i Antarktis. Den ligger i Västantarktis. Argentina, Chile och Storbritannien gör anspråk på området. Mackenzie Glacier ligger 1 032 meter över havet.
Terrängen runt Mackenzie Glacier är kuperad åt sydost, men åt nordväst är den bergig. Trakten är obefolkad. Det finns inga samhällen i närheten. 